# 沿海地方

沿海地方
ロシア語: Приморский край

沿海地方（えんかいちほう、Примо́рский край）は、ロシア連邦を構成する83の連邦構成主体のひとつで、極東ロシアの東南端に位置する日本海沿岸にある地方（クライ）。極東連邦管区に属する。面積は165,900km²で、人口は約200万人。州都はウラジオストク。元のロシア語からプリモルスキー地方とも呼ばれる。ソビエト連邦の崩壊後の人口流出は依然として続いており、年率約1%の割合で減少している（1992年230万人→2005年202万人）。
1938年以来、この地域には行政体としてプリモルスキー・クライ（プリモルスキーは「沿海地、海岸地」を意味するプリモーリエ（Приморье）の形容詞形）となっており、クライは普通、「地方」と訳されるロシアの地方行政区分の一種であるため、沿海地方と訳されるようになった。なお、沿海地方を含む極東ロシアの広い地域にはかつて、ロシア帝国によってプリモルスキー州が置かれており、その訳語であった沿海州が現在も地理的な用語として使われることがある。

## 地理
東南に日本海に面し、おおよそアムール川を北限、ウスリー川を西限とする。北はロシア領のハバロフスク地方で、西に中国、南に北朝鮮と国境を接する。東は日本海を挟んでサハリン州（樺太・千島列島・歯舞群島・色丹島）がある。また中部ウラジオストクから北の中国との国境にはハンカ湖（興凱湖）がある。日本海沿岸にはシホテアリニ山脈がそびえ、豊かな自然が残っており世界遺産に登録されている。沿海地方の74%が森林地帯で、オオカミ、アムールトラ、アムールヒョウ、ツキノワグマ、ヒグマなども生息している。沿海地方南部のピョートル大帝湾は日本海でも最大級の湾で、この湾内にナホトカやウラジオストクなどの大きな港湾が集中する。
海を挟んで隣接する日本を含む東アジアの諸国と近接した関係にあるため、地政学的に重要視される地域であり、ロシア極東の中では経済的に優位にある。

## 対外関係

### 姉妹自治体･提携自治体
- 鳥取県（日本）
  - 2010年（平成22年）5月5日提携[1]
- 大阪府（日本）
- 富山県（日本）
- 島根県（日本）
- 秋田県（日本）
- 江原特別自治道（大韓民国）[2]
- 慶尚北道（大韓民国）
- 慶尚南道（大韓民国）

## 産業
漁業、水産加工品の食品業、林業、非鉄金属が中心で機械工業や海上輸送も発達している。
食品業は全産業の50%以上を占める。沿海地方は、年間100万tの魚介類を生産し、ロシア全体の15%を占める。主な魚介類は、カニ、エビ、イカ、タコ、ウニ、ニシン、カレイ、コマイ、スケトウダラ等。
鉱業は石炭、金、スズ、タングステン、鉛、亜鉛、ボロン（ホウ素）等を生産する。
農産物としては、沿海地方の気候は全体的に湿度の高いモンスーン気候（夏季の気温と湿度が高い）であるので、ロシアの他地域とは異なり、温暖地域で生産される米、大豆、ブドウなどが栽培されている。

## 民族
沿海地方は19世紀末からウクライナ人の移住者が多く緑ウクライナとも呼ばれていた。現在はロシア人も含めてスラブ民族が最も多いが、近年隣接する中国から流入した漢民族が顕著に増加している。元来はウデヘ人、ナナイ人、オロチ人などのツングース系民族の居住地であり、清の領土だった時代から住んでいる中国人もいる。朝鮮民族（高麗人）の多くはソ連時代に中央アジアに強制移住させられているが、一部が沿海地方に帰還している。この他にも、ツングース系住民が漢民族の言語と風習を取り入れて成立したターズという集団も存在する。

## 歴史
沿海地方は歴史的にはツングース系などの北方諸民族が活動してきた地域で、渤海や金などの統治下に置かれた。またツングース系の満洲人が建国した清の故地の一部で、漢人などの入植は規制されていた。この地方は多くの毛皮が採れるほか、この地を通じた山丹貿易で樺太のアイヌのもたらす毛皮も多く、清にとっては毛皮の産地として重要であった。西洋人には満洲民族の居住地、満洲の一部（外満洲）として知られる。19世紀には清の入植規制が緩み、李氏朝鮮の圧政を逃れてきた朝鮮民族も定住した。
1860年に北京条約において清にアロー戦争仲介の代償だとして割譲を要求したロシア帝国の領有となり、ロシアはこの地にサハリン島（現在のサハリン州）を加えた行政区として沿海州（プリモルスキー州）を置いた。1887年6月には、アレクサンドル3世が清国人の土地所有を沿海地域で禁じたことから、各都市の残留者も減少していった。沿海州の南部である現在の沿海地方には軍港ウラジオストクが建設され、ロシアの太平洋への出口となった。またシベリア鉄道の終点でもあり、ロシアにとってアジアへの進出拠点というその存在意義は大きいものとなっていった。ロシアはここからさらに満洲全体、朝鮮へと勢力を伸ばし、全満洲を勢力圏に置いたが、日本と衝突して日露戦争となった。
ロシア革命に対抗する日本のシベリア出兵の際には、日本軍が全域を占領し、1918年9月にアレクサンドル・コルチャークら白軍を主体とした臨時全ロシア政府(Provisional All-Russian Government。沿海州共和国としても知られる)を建国したが、連合国の介入は失敗に終わり、赤軍によって極東共和国はソビエト連邦（ソ連）に併合された。なお、日本はグリゴリー・セミョーノフと繋がりがあったとされる。なお、ウラジオストクで新聞を発行していたアナトリー・グートマン(アー・ヤー・グットマン。Гутман, Анатолий Яковлевич)は、1920年から日本で露字新聞「デイロ、ロシー」(Дело России)の邦文翻訳号を出版して、この時の状況を日本に伝えている。
1938年、ソ連は沿海州を分割し、現在の沿海地方とその西に位置するハバロフスク地方が初めて設置された。
第二次世界大戦が勃発すると、当時朝鮮民族は日本国民だったため、この地に住む朝鮮民族（「高麗人」と呼ばれる）はソ連書記長ヨシフ・スターリンによって、中央アジアに強制移住させられた。
終戦後は、州内に収容地区（グラーグ）が多数設置され、シベリア抑留を受けた日本人捕虜が収容された。日本人捕虜は強制労働に従事した。
冷戦が始まると太平洋艦隊の置かれる軍港ウラジオストクは民間人統制区域（閉鎖都市）となり、外国人の立ち入りは原則禁止となった。
2018年9月16日に行われた知事選挙ではや賄賂など不正が相次いだことや票の水増しが行われたとするロシア連邦共産党の抗議を受けて選挙管理委員会が選挙結果を無効とし、3ヵ月以内に再選挙を行う判断を下した。選挙結果の無効はロシア現代史上初の事態であった。

## 行政区画

### 地区
| 地区 (район)                                 | 中心地                                                                |
| -------------------------------------------- | --------------------------------------------------------------------- |
| アヌチノ地区 (Ану́чинский)                    | アヌチノ村 (с. Анучино)                                               |
| ダリネレチェンスク地区 (Дальнере́ченский)     | ダリネレチェンスク市 (г. Дальнереченск)                               |
| カヴァレーロヴォ地区 (Кавалеровский)         | カヴァレーロヴォ町 (пос. Кавалерово)                                  |
| キーロフスキー地区 (Ки́ровский)               | キーロフスキー町 (пос. Кировка)                                       |
| クラスノアルメイスキー地区 (Красноарме́йский) | ノヴォポクロフカ村 (с. Новопокровка)                                  |
| ラゾ地区 (Лазо́вский)                         | ラゾ村 (с. Лазо)                                                      |
| レソザヴォーツク地区 (Лесозаво́дский)         | レソザヴォーツク市 (г. Лесозаводск)                                   |
| ミハイロフカ地区 (Миха́йловский)              | ミハイロフカ村 (с. Михайловка)                                        |
| ナジェジジンスコエ地区 (Наде́ждинский)        | ヴォリノ＝ナジェジジンスコエ村 (с. Вольно-Надеждинское)               |
| オクチャブリスキー地区 (Октя́брьский)         | ポクロフカ村 (с. Покровка)                                            |
| オリガ地区 (О́льгинский)                      | オリガ町 (пос. Ольга)                                                 |
| パルチザンスク地区 (Партиза́нский)            | ウラジーミロ＝アレクサンドロフスコエ村 (с. Владимиро-Александровское) |
| ポグラニチニ地区 (Пограни́чный)               | ポグラニチニ町 (пос. Пограничный)                                     |
| ポジャルスキー地区 (Пожа́рский)               | ルチェゴルスク町 (пос. Лучегорск)                                     |
| スパースク地区 (Спа́сский)                    | スパッスク＝ダリニー市 (г. Спасск-Дальний)                            |
| テルネイ地区 (Терне́йский)                    | テルネイ町 (Терней)                                                   |
| ウスリースク地区 (Уссури́йский)               | ウスリースク市 (г. Уссурийск)                                         |
| ハンカ地区 (Ханка́йский)                      | カメニ＝ルイボロフ村 (пос. Камень-Рыболов)                            |
| ハサン地区 (Хаса́нский)                       | スラヴャンカ町 (пос. Славянка)                                        |
| ホロリ地区 (Хоро́льский)                      | ホロリ村 (с. Хороль)                                                  |
| チェルニゴフカ地区 (Черни́говский)            | チェルニゴフカ村 (с. Черниговка)                                      |
| チュグエフカ地区 (Чугу́евский)                | チュグエフカ村 (с. Чугуевка)                                          |
| シコトヴォ地区 (Шко́товский)                  | スモリャニノヴォ町 (пос. Смоляни́ново)                                 |
| ヤコヴレフカ地区 (Я́ковлевский)               | ヤコヴレフカ村 (с. Яковлевка)                                         |

### 主な都市
- ウラジオストク (Владивосток)
- ウスリースク (Уссурийск)
- ナホトカ (Находка)
- アルチョーム (Артём)
- アルセーニエフ (Арсеньев)
- ボリショイ・カーメニ (Большой Камень)
- スパッスク＝ダリニー (Спасск-Дальний)
- レソザヴォーツク (Лесозаво́дск)
- ダリネゴルスク (Дальнегорск)
- パルチザンスク (Партизанск)

## 標準時
この地域は、ウラジオストク時間帯の標準時を使用している。時差はUTC+10時間で、夏時間はない。（2011年3月までは標準時がUTC+10で夏時間がUTC+11時間、同年3月から2014年10月までは通年UTC+11であった）